# Procerodes ulvae
Procerodes ulvae is een platworm (Platyhelminthes). De worm is tweeslachtig. De soort leeft in het zoute water.
Het geslacht Procerodes, waarin de platworm wordt geplaatst, wordt tot de familie Procerodidae gerekend. De wetenschappelijke naam van de soort werd voor het eerst geldig gepubliceerd in 1843 door Ørsted.